# Vattenkran

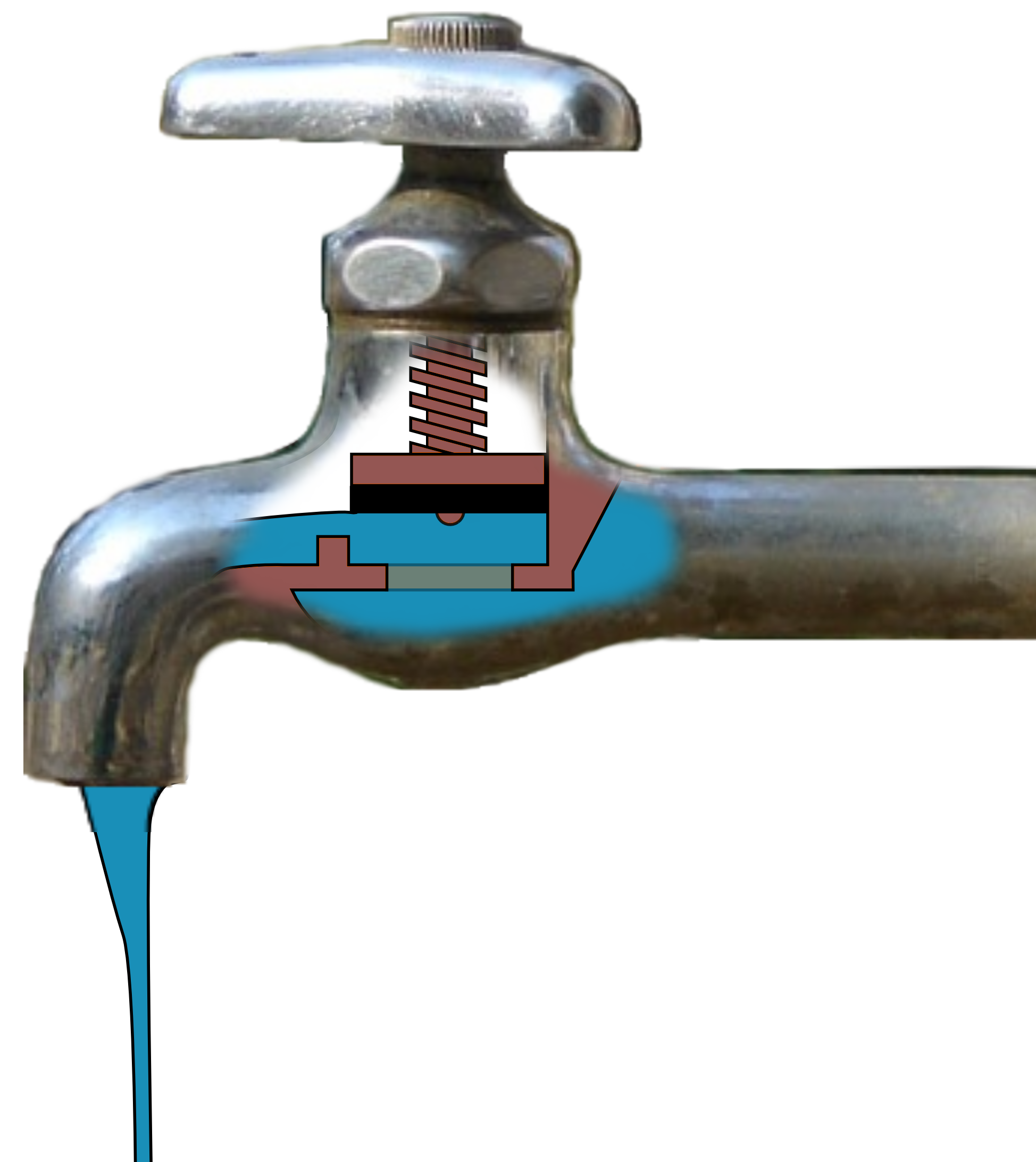
Enkel vattenkran

En blandare är en anordning som används till att tappa vatten ur en cistern eller en vattenledning. I dagligt tal kallas även en vattenkran som med hjälp av ett eller två reglage blandar varmvatten med kallvatten för vattenkran.
Duschblandare kopplar ihop en varmvattenledning och en kallvattenledning till ett utloppsrör, som vanligtvis via en duschslang leder till en handdusch.
En manuell handdusch kan ha en kran för vardera tilloppsröret, men det har blivit allt vanligare med en utloppskran och ett temperaturvred. Temperaturvredet är ofta (men inte alltid) kombinerat med en  termostat som gör att utloppstemperaturen är konstant (inom rimliga gränser) även om temperaturen i varmvattenledningen ändras, vilket är vanligt i villor med lång ledning från värmepannan.
Vattenkranar för utomhusbruk brukar kallas vattenutkastare.

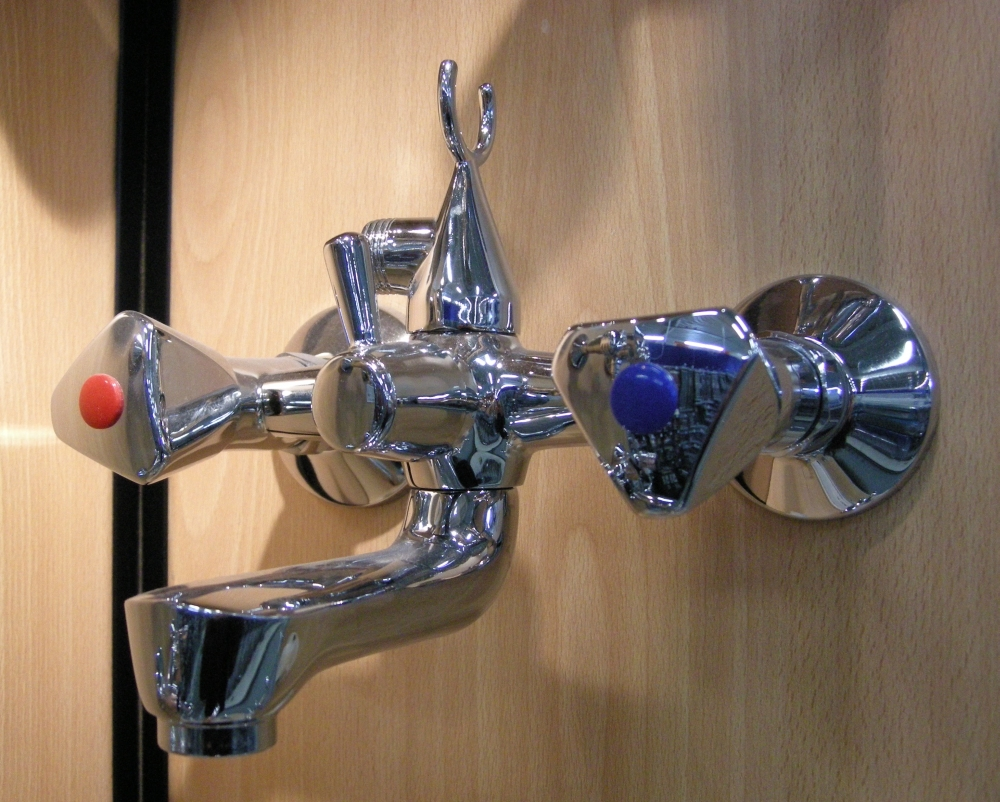
Blandare med två reglage
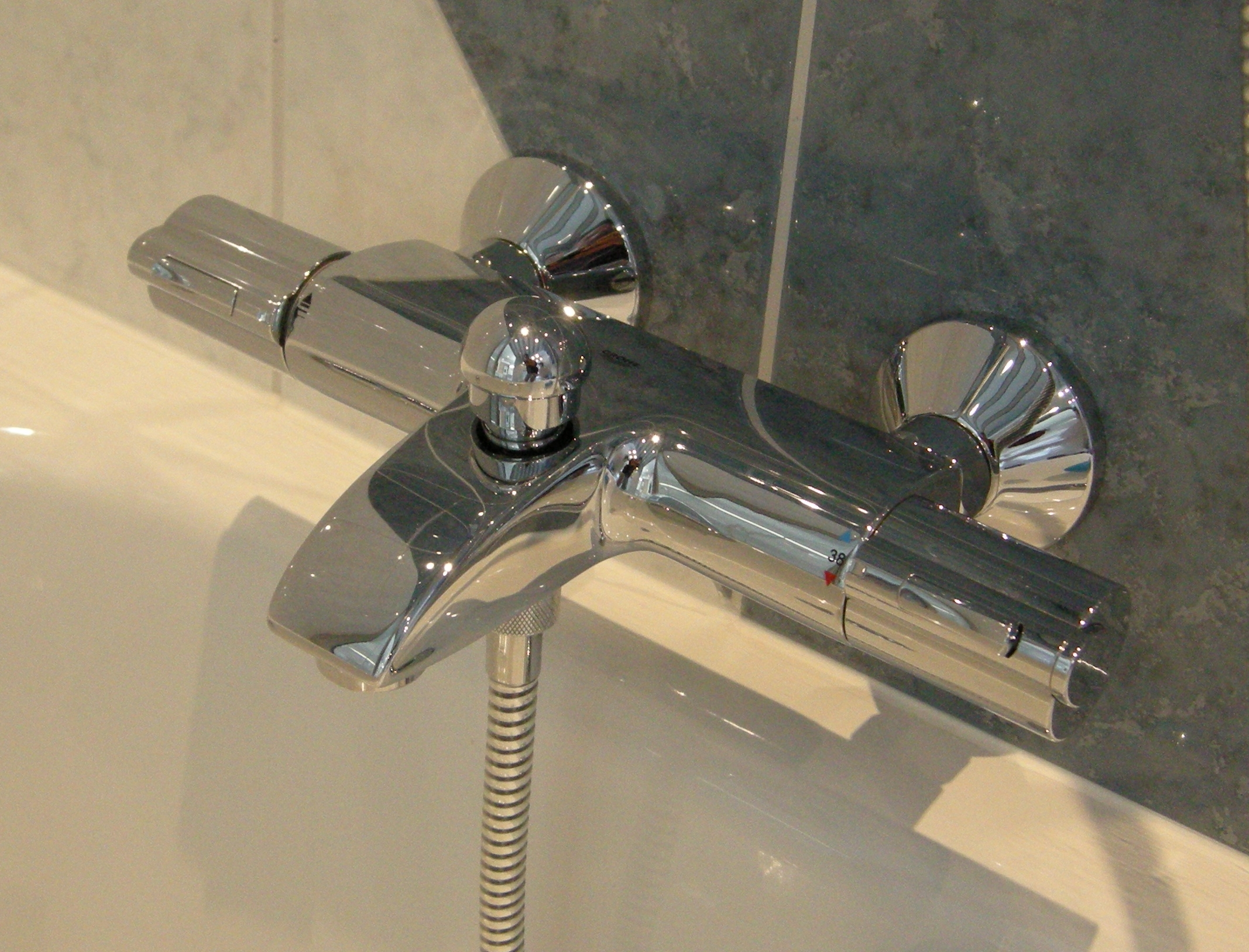
Termostatblandare
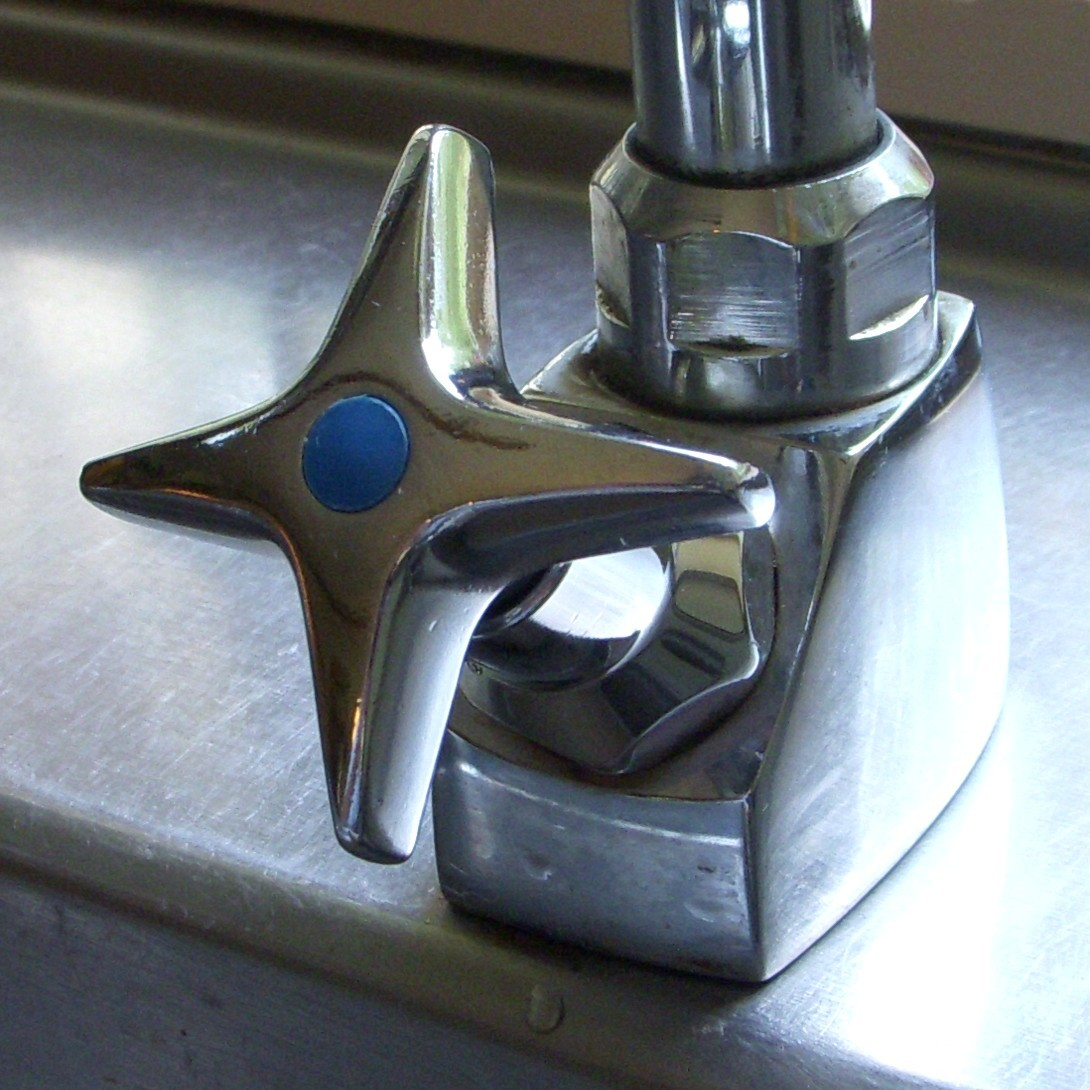
Kallvattenventil 1950-tal